# U-366
Unterseeboot 366 foi um submarino alemão do Tipo VIIC, pertencente a Kriegsmarine que atuou durante a Segunda Guerra Mundial.

## Comandantes
| Comandante             | Data                                     |
| ---------------------- | ---------------------------------------- |
| Oblt. Bruno Langenberg | 16 de julho de 1943 - 5 de março de 1944 |

## Subordinação
Durante o seu tempo de serviço, esteve subordinado às seguintes flotilhas:
| Período                                       | Flotilha                                   |
| --------------------------------------------- | ------------------------------------------ |
| 16 de julho de 1943 - 29 de fevereiro de 1944 | 5. Unterseebootsflottille (treinamento)    |
| 1 de março de 1944 - 5 de março de 1944       | 13. Unterseebootsflottille (serviço ativo) |

## Operações conjuntas de ataque
O U-366 participou das seguinte operações de ataque combinado durante a sua carreira:
- Rudeltaktik Hartmut (23 de fevereiro de 1944 - 28 de fevereiro de 1944)
- Rudeltaktik Boreas (4 de março de 1944 - 5 de março de 1944)
- Rudeltaktik Orkan (5 de março de 1944 - 5 de março de 1944)